# Let Me Live
«Let Me Live» — песня британской рок-группы Queen из её последнего альбома Made in Heaven. Она вышла в качестве сингла в Великобритании, Нидерландах, Японии, Италии и Мексике.
Существует два издания этого сингла: на первом на сторону «Б» были записаны песни «Bicycle Race», «Fat Bottomed Girls» и «Don’t Stop Me Now», на другом — записи «My Fairy King», «Doing Alright» и «Liar» с сессий группы для BBC в 1973 году (официально вышли в альбоме At the Beeb).
В этой песне вокальную партию исполняют по очереди Фредди Меркьюри, Роджер Тейлор и Брайан Мэй. В песне использовался бэк-вокал Ребекки Ли-Уайт, Гэри Мартина, Кэтрин Портер и Мириам Стокли.
Изначально песня записывалась с Родом Стюартом в 1983 году во время сессий для альбома The Works.
Изначальная версия песни для Made in Heaven содержала дополнительные строки в начале, которые исполнял госпел-хор. Их пришлось удалить из-за обвинений в плагиате с песни «Piece of My Heart».

## Чарты
- № 9 (Великобритания)
- № 36 (Нидерланды)